# Annette Bernards
Annette Bernards (* 1953) ist eine deutsche Juristin und ehemalige Professorin an der Hochschule Kehl. Bis zu ihrer Pensionierung war sie dort Prodekanin der Fakultät "Rechts- und Kommunalwissenschaften".

## Leben
Bernards promovierte 1980 an der Universität Freiburg zum Thema Die Freiheitsstrafe und ihre Surrogate im belgischen Strafrecht. 1992 bis 2019 war Bernards Professorin an der Hochschule Kehl. Dort lehrte sie Bürgerliches Recht, Familienrecht und Zivilprozessrecht. Außerdem war sie Mit-Herausgeberin der Fachzeitschrift Ausbildung – Prüfung – Fachpraxis.
Bernards ist kirchlich aktiv, unter anderem bei der Christlich-islamischen Frauenkommission Karlsruhe und als Präsidentin der Kirchensteuervertretung im Erzbistum Freiburg.

## Auszeichnungen
- Bundesverdienstkreuz am Bande
- Päpstlicher Silvesterorden (2024)[7]